# A budapesti Fiumei út épületeinek listája
Az alábbi lista a budapesti Fiumei út épületeit tartalmazza.

## A lista
| Kép | Név | Építés ideje | Tervező                                  | Megjegyzés | Elhelyezkedés     |
| --- | --- | ------------ | ---------------------------------------- | --- | ----------------- |
|     | Régi (eklektikus?) bérház                                                                                                   | 19. sz.?     |                                          | | Fiumei út 1.      |
|     | Régi, eklektikus bérház | 1900 k.      |                                          | | Fiumei út 2.      |
|     | Régi, eklektikus bérház | 1873–1874    | Medek J. Vince                           | | Fiumei út 3.      |
|     | Régi, eklektikus bérház | 1900 k.      |                                          | | Fiumei út 4.      |
|     | üres telek |              |                                          | Már 1944-ben is, egy légifelvétel alapján üres volt.                                                                          | Fiumei út 5.      |
|     | A volt Budapesti Pénzügyőrség épülete                                                                                       | 1909–1910    |                                          | | Fiumei út 6.      |
|     | Régi, eklektikus bérház | 1900 k.      |                                          | | Fiumei út 7.      |
|     | Régi, eklektikus bérház | 1880 k.      |                                          | | Fiumei út 8.      |
|     | Nemzeti Közművek ügyfélszolgálat                                                                                            |              |                                          | | Fiumei út 9-11.   |
|     | modern bérház | 1935 k.      |                                          | | Fiumei út 10.     |
|     | Péterfy Sándor utcai Kórház, alsó helikopter leszállópálya                                                                  |              |                                          | | Fiumei út 13-15.? |
|     | Szecessziós lakóház | 1907         |                                          | | Fiumei út 12.     |
|     | Szecessziós lakóház | 1907         | Schubert Ármin és Hikisch Lajos          | Egyes vélekedések szerint Fodor Gyula tervezte, az újabb kutatások szerint a Schubert Ármin és Hikisch Lajos utódai vállalat. | Fiumei út 14.     |
|     | Fiumei úti sírkert (az egykori Kerepesi temető)                                                                             | 1849-től     |                                          | Budapest egyik legjelentősebb (dísz)temetője.                                                                                 | Fiumei út 16-20.? |
|     | Országos Baleseti és Sürgősségi Intézet (korábbi nevei: Országos Traumatológiai Intézet, Országos Baleseti Intézet) épülete | 1937–1938    | Gerlóczy Gedeon                          | | Fiumei út 17.     |
|     | Országos Nyugdíjbiztosítási Főigazgatóság székháza (korábban az Országos Társadalombiztosító Intézet székháza)              | 1912–1931    | Komor Marcell, Jakab Dezső és Sós Aladár | Tornyát 1969-ben biztonsági okokra való hivatkozással elbontották.                                                            | Fiumei út 19.     |
|     | Székesfővárosi kislakásos bérház                                                                                            | 1909–1910    | Bálint Zoltán és Jámbor Lajos            | Épült Bárczy István kislakás- és iskolaépítési programja keretében.                                                           | Fiumei út 21-23.  |
|     | volt Józsefvárosi pályaudvar, ma Sorsok Háza                                                                                | 1867         |                                          | | Fiumei út 22-26.  |
|     | Modern bérház | 1931         | Tiefenbäck József                        | | Fiumei út 25.     |
|     | Teleki László tér |              |                                          | | Fiumei út 27-59.  |
|     | Baross kocsiszín | 1889         |                                          | | Fiumei út 63.?    |